# Dorogi hulladékégető
A Dorogi hulladékégető (SARPI Dorog Kft.) egy főként gyógyszeripari- és vegyipari hulladékok megsemmisítésére szakosodott veszélyeshulladék-égető Dorogon, az ország legnagyobb veszélyeshulladék-égetője.

## Elhelyezkedése
A hulladékégető Dorog északnyugati határában, a sűrűn lakott belterülettől mindössze 1 km-re, a dorogi hőerőmű és a Richter Gedeon Nyrt. üzemei által alkotott kiterjedt gyártelep szomszédságában helyezkedik el. Közlekedési kapcsolatai jók, a 10-es főút mellett épült fel, valamint egy iparvágánnyal közvetlen összeköttetésben van a Budapest–Esztergom-vasútvonallal. A fekvése viszont a széljárás szempontjából előnytelen, a város környékén uralkodó északnyugati szél az esetleges szennyeződéseket a népes lakótelepek felé szállíthatja. Az üzemet mesterséges erdősáv veszi körül.

## Története
1984-ben a három legnagyobb magyar gyógyszergyár, a Kőbányai Gyógyszerárugyár (Kögyó, ma Richter Gedeon Nyrt.), az EGIS és a CHINOIN társulást hozott létre egy közös veszélyes hulladék-égető megépítéséhez, hogy a gyógyszergyártás során keletkező veszélyes hulladékaikat ártalmatlanítsák. Az égetőmű a város határában, a Kőbányai Gyógyszerárugyár telepének szomszédságában épült fel 1989-re. A helyszín kiválasztása során a gyógyszergyár szomszédsága (a Kögyó telephelyén addigra 20 000 hordó veszélyes hulladék halmozódott fel), a jó közlekedési kapcsolatok és infrastrukturális ellátottság miatt döntöttek a dorogi terület mellett. Az 1990-ben lezajlott próbaüzem után 1991-ben kapta meg a végleges üzemelési engedélyt. Még ugyanabban az évben privatizálták, amit a francia SARP Industries nyert meg, megvásárolva az égetőmű 51%-os tulajdonjogát, 1993-ban a teljes tulajdonjogot megszerezte. 2005 és 2008 között modernizálták az égetőt, fejlesztették a laboratóriumot, kicserélték az emissziómérő műszereket, új kéményt építettek és kicserélték a füstszűrő berendezéseket.

## Tevékenységi köre
Az üzem oldószerek, növényvédő szerek, gyógyszermaradékok, kórházi veszélyes hulladékok, szennyvíziszap, autóipari hulladékok stb. megsemmisítésével foglalkozik. Éves hulladékégetési kapacitása 35 000 tonna. Az égetés során kis mennyiségű villamos áramot termel, ezt magasfeszültségű vezetékkel az országos hálózatba táplálják.